# Бегета
Бегета (укр. Бегета) — село в Зимневской сельской общине Владимирского района Волынской области Украины.
Население по переписи 2001 года составляет 274 человека. Почтовый индекс — 44761. Телефонный код — 3342. Занимает площадь 0,88 км².